# Shengfeng (socken i Kina, Hunan)
Shengfeng (kinesiska: 胜峰, 胜峰乡) är en socken i Kina. Den ligger i provinsen Hunan, i den södra delen av landet, omkring 160 kilometer norr om provinshuvudstaden Changsha. Antalet invånare är 22870. Befolkningen består av 10 905 kvinnor och 11 965 män. Barn under 15 år utgör 13,0 %, vuxna 15-64 år 77 %, och äldre över 65 år 8,0 %.
Genomsnittlig årsnederbörd är 1 609 millimeter. Den regnigaste månaden är april, med i genomsnitt 233 mm nederbörd, och den torraste är december, med 33 mm nederbörd.